# Shitaye Gemechu
Shitaye Gemechu (Shitaye Gemechu Debele; * 17. Juni 1980) ist eine äthiopische Marathonläuferin.

## Leben
2001 wurde sie Zweite beim Vienna City Marathon, Siebte bei den Leichtathletik-Weltmeisterschaften in Edmonton und siegte beim Amsterdam-Marathon.
Im Jahr darauf gewann sie die 20 van Alphen, wurde Zehnte beim London-Marathon, kam bei den Halbmarathon-Weltmeisterschaften in Brüssel auf den 24. Rang und wurde Vierte beim Berlin-Marathon.
2003 wurde sie Zweite beim Hamburg-Marathon und Zehnte bei den Weltmeisterschaften in Paris/Saint-Denis. 2004 folgte einem Sieg beim Rock ’n’ Roll Arizona Marathon ein achter Platz beim Nagano-Marathon und ein sechster beim Chicago-Marathon.
Im darauffolgenden Jahr verteidigte sie ihren Titel in Arizona, wurde Siebte beim Boston-Marathon und belegte bei den Weltmeisterschaften 2005 in Helsinki den 22. Platz.
Nach ihrem dritten Sieg in Arizona 2006 wurde sie Fünfte beim Rock ’n’ Roll Marathon und Siebte in Berlin. 2007 stellte sie beim Treviso-Marathon einen Streckenrekord auf und wurde Achte beim Istanbul-Marathon.
2008 folgte einem siebten Platz beim Dubai-Marathon ein vierter beim Paris-Marathon und ein siebter in Istanbul, und 2009 wurde sie Fünfte beim Tokio-Marathon.
Bei der Route du Vin 2009 kam sie als Erste ins Ziel, wurde aber disqualifiziert, nachdem ihre Dopingprobe positiv auf Erythropoetin (EPO) getestet wurde. Von ihrem Leichtathletikverband wurde sie daraufhin wegen Dopings für zwei Jahre gesperrt. Es war das erste Mal, dass bei einem äthiopischen Athleten diese Substanz festgestellt worden war.

## Persönliche Bestzeiten
- 10-km-Straßenlauf: 32:28 min, 6. September 2009, Düsseldorf
- Halbmarathon: 1:10:46 h, 27. April 2003, Hamburg (Zwischenzeit)
- Marathon: 2:26:10 h, 6. April 2008, Paris